# Abir
Abir – imię żeńskie pochodzenia arabskiego o znaczeniu "zapach". Obecnie rzadko nadawane.
W innych językach:
- ang. Abir, Abeer

Osoby noszące to imię:
- Abir Abrar (ur. 1985) – indyjska aktorka